# 불설장수멸죄호제동자다라니경 (인천 유형문화재 제75호)
불설장수멸죄호제동자다라니경(佛說長壽滅罪護諸童子陀羅尼經)은 인천광역시 연수구 동춘동, 흥륜사에 있는 불경이다. 2015년 12월 2일 인천광역시의 유형문화재 제75호로 지정되었다.

## 개요
7세기 후반에 북인도 계빈국(캐시미르)의 사문 불타바리가 한역한 경전이다. 내용은 동자를 보호하여 죄를 없애고 장수하는 법을 말한 밀교계통의 경전이다. 곧 부처님을 따르는 제자가 이 경을 쓰고 외우면 아픈 아이도 병이 낫고, 현세에서 장수하게 되고 악도(惡道)의 고통을 잊는다고 하였다. 『장수경(長壽經)』이라고도 한다. 원나라에서 간행되어 고려에 전래되자 바로 1278년(고려 충렬왕 4)에 정현(正玄)의 발원과 전로(田盧)의 후원의 간행되었다. 이 책은 불분권 1책이다. 판심제는 『장(長)』이고 표제는 『장수경(長壽經)』이다. 본문이 끝나면 "主上三殿壽萬歲 大王大妃殿下壽萬歲"라는 축문구가 있다. 끝의 "嘉靖四十一年壬戌(1562) 八月日高德山俱衆寺刊板"과 같이 이 책은 1562년(명종17년)8월에 황해도 서흥의 고덕산 구중사에서 간행한 판본임을 알 수 있다. 당시 시주는 임언련(林彦連) 부부, 판각은 신연(信衍)과 천심(天心), 책임자는 영일(玲一)이었다. 앞부분에는 한글음이 주서(朱書)되어 있는 것으로 보아 학습용으로 사용한 것으로 판단된다. 임진왜란 이전 간본으로 인쇄상태로 보아 초인본으로 보인다.

## 같이 보기
- 불설장수멸죄호제동자다라니경

## 참고 자료
- 불설장수멸죄호제동자다라니경 - 국가유산청 국가유산포털